# Sergio Bello
Sergio Bello (* 6. Mai 1942 in Intra) ist ein ehemaliger italienischer Sprinter und Hürdenläufer.
1962 erreichte er bei den Europameisterschaften in Belgrad über 400 Meter das Halbfinale.
Bei den Olympischen Spielen 1964 in Tokio schied er über 400 Meter im Viertelfinale und in der 4-mal-400-Meter-Staffel im Vorlauf aus.
Im Jahr darauf siegte er bei der Universiade 1965 über 400 Meter. 1966 gewann er bei den Europäischen Hallenspielen in Dortmund Silber in der 1600-Meter-Staffel. Bei den Europameisterschaften in Budapest wurde er Sechster in der 4-mal-400-Meter-Staffel und schied über 400 Meter im Halbfinale aus.
1967 gewann er über 400 Meter Bronze bei der Universiade und siegte bei den Mittelmeerspielen.
Bei den Olympischen Spielen 1968 in Mexiko-Stadt wurde er Siebter in der 4-mal-400-Meter-Staffel und erreichte über 400 Meter das Viertelfinale.
1969 wurde er bei den Europameisterschaften in Athen Achter über 400 Meter und Fünfter in der 400 Meter. Mit der italienischen 4-mal-400-Meter-Stafette gewann er Bronze bei den Europameisterschaften 1971 in Helsinki und schied bei den Olympischen Spielen 1972 in München im Vorlauf aus.
Fünfmal wurde er Italienischer Meister über 400 Meter (1965–1969) und einmal über 400 Meter Hürden (1970).

## Persönliche Bestzeiten
- 400 m: 46,53 s, 16. Oktober 1968, Mexiko-Stadt
- 400 m Hürden: 50,7 s, 14. Juli 1970, Rom